# Acaena stangii
Acaena stangii é uma espécie de rosácea do gênero Acaena, pertencente à família Rosaceae.